# 2007 في تشاد
الأحداث من العام 2007 في  تشاد.

## في السلطة
- الرئيس: إدريس ديبي
- رئيس الوزراء:
  - حتى 23 فبراير: باسكال يواديمنادجي
  - 23 شباط - 26 شباط: أدوم يونوسمي
  - بداية من 26 فبراير دلوا كاسيريه كوماكوي

## أحداث

### يناير
- 3 يناير - خلال مظاهرة في العاصمة إنجمينا قادها جرحى من الجنود للمطالبة بتحسين الرعاية الطبية، فتحت قوات الأمن النار على المتظاهرين مما أسفر عن مقتل شخص واحد على الأقل.[1]
- 5 يناير - خلال زيارة وزير الخارجية الصيني لي تشاو شينغ إلى تشاد، وقعت جمهورية الصين الشعبية وتشاد سلسلة من اتفاقيات القروض وتخفيف الديون والتعاون الاقتصادي بقيمة 80 مليون دولار.[2]
- 6 يناير - حضر الرئيس إدريس ديبي المراسم التي انضم فيها 200 متمرد إلى الجيش في قوز بيدا، والتي تلت اتفاق وقف إطلاق النار بين الحكومة والمتمردين الذي تم التوقيع عليه في 24 ديسمبر 2006.[3]
- 10 يناير - قرر مجلس الأمن التابع للأمم المتحدة عقب اجتماع بشأن النزاعات الجارية في تشاد ودارفور وجمهورية إفريقيا الوسطى إرسال بعثة تقييم فنية جديدة إلى تشاد وجمهورية إفريقيا الوسطى لتحديد فرص نشر بعثة سلام تابعة للأمم المتحدة.[4]
- 13 يناير - متمردو اتحاد القوى من أجل الديمقراطية والتنمية بزعامة محمد نوري يحتلون لفترة وجيزة بلدة أونيانجا كبير في منطقة بيت.[5] [6]
- 15 يناير - قدمت تشاد احتجاجا رسميا إلى السودان تشكو من قيام القوات الجوية السودانية بالتحليق فوق مواقع الجيش في شرق تشاد.[7]
- 17 يناير - ميليشيات المتمردين من تجمع القوى الديمقراطية واتحاد القوى من أجل الديمقراطية والتنمية، تستولي على بلدة آدي بمنطقة واداي، عقب هجوم مشترك. [6]
- 24 يناير - اختطف مسلح وحيد الرحلة رقم 612 التابعة لشركة إير ويست، التي كانت متجهة من الخرطوم إلى الفاشر، وتم تحويل مسارها إلى إنجمينا، حيث استسلم الخاطف.[8]
- 24 يناير - في أعقاب الهجمات الجوية، استعاد الجيش التشادي السيطرة على مدينة أدي. [6]
- 28 يناير - ميليشيات الزغاوة العرقية تداهم مجموعة من قرى تاما بين أم زوير وبلتين في دار تاما، مما أسفر عن مقتل سبعة من أهالي تاما وحرق 200 منزل.
- 29 يناير - تعرضت وحدة من ميليشيا تاما التابعة للجبهة المتحدة للتغيير الديمقراطي (التي عقدت السلام مع الحكومة التشادية مؤخرًا) لكمين نصبه متمردي الزغاوة جنوب شرق غيريدا، مما تسبب في مقتل 20 مدنياً و 31 من أعضاء ميليشيا الجبهة.
- 31 يناير - اعتقلت قوات الأمن مارسيل نغارغوتو، الأمين العام لمنظمة حقوق الإنسان، جمعية حقوق الإنسان بلا حدود، والصحفي في إذاعة راديو بروكاس. وهو متهم «بالتعامل القاسي مع الأخبار الحساسة التي يمكن أن تضر بالتماسك الوطني» لانتقاده قائد شرطة مويسالا.[9] [10] [11]

### فبراير
- 1 فبراير - متمردي اتحاد القوى من أجل الديمقراطية والتنمية يهاجمون بعنف مدينة أدري في منطقة واداي لكنهم لم يتمكنوا من السيطرة على المدينة. ووردت أنباء عن مقتل ما لا يقل عن 12 مدنياً وجرح حوالي 40.[12]
- 15 فبراير - تدخلت وكالة المعونة أوكسفام محذرة من أن تشاد قد تصبح «دارفور أخرى» إذا لم يتم اتخاذ تدابير لاحتواء الصراع العرقي في البلاد.[13]
- 16 فبراير / شباط - أصدرت المفوضية السامية للأمم المتحدة لشؤون اللاجئين بيانا حذرت فيه من أن إبادة جماعية جديدة على نطاق تلك التي حدثت في رواندا عام 1994 قد تحدث في تشاد، حيث تم بالفعل وضع أساليب قتل مماثلة لتلك في دارفور.[14]
- 21 فبراير - الأمين العام للأمم المتحدة بان كي مون يطرح على مجلس الأمن خطتين بديلتين للانتشار في تشاد وجمهورية أفريقيا الوسطى إما 6000 أو 11000 جندي لحفظ السلام.[15]
- 21 فبراير - في طرابلس، تحت ضغط ليبي، اتفق الرئيسان التشادي والسوداني على زيادة الجهود لإنهاء انتشار العنف عبر الحدود من دارفور.[16]
- 23 فبراير - عقب وفاة باسكال يواديمنادْجي، تولى وزير البنية التحتية أدوم يونوسمي منصب رئيس وزراء تشاد مؤقتًا.[17]
- 28 فبراير - أعلنت الحكومة التشادية أنها لن تقبل نشر قوة حفظ سلام على أراضيها ولن تقبل إلا بشرطة مدنية.[18] [19]

### مارس
- 5 مارس - تعيين زعيم حركة الجبهة المتحدة من أجل التغيير السابق محمد نور عبد الكريم وزيرا للدفاع.[20]
- 22 مارس / آذار - حذرت المفوضية السامية للأمم المتحدة لشؤون اللاجئين من أن ما يقدر بنحو 36 ألف تشادي فروا من الحرب في تشاد عن طريق البحث عن ملاذ في دارفور، على الرغم من الأزمة الإنسانية هناك.[21]
- 22 مارس - تتهم الحكومة التشادية القوات الجوية السودانية بقصف بلدتي تيناي وبهائي وهي منطقة معروف أن متمردي دارفور ينشطون فيها.[22]
- 31 مارس - تتهم الحكومة الجنجاويد السودانيين بمهاجمة قريتي تيرو ومارينا بشرق تشاد وقتل المئات وتشريد 9000 مدني، فيما تعتبره مفوضية الأمم المتحدة لشؤون اللاجئين أسوأ الهجمات في المنطقة خلال الأشهر الستة الماضية. [9] [23] [24]

### أبريل
- 6 أبريل - ردا على الهجوم على تيرو ومارينا شنت القوات التشادية مدعومة بطائرات هليكوبتر هجومًا على مواقع المتمردين بالقرب من الحدود السودانية.[25]
- 9 أبريل - اشتباكات بين القوات التشادية والقوات السودانية داخل دارفور وصف مسؤول المفوضية في المنطقة عنفها بـ «المروع».[26]
- 13 أبريل / نيسان - استقبل الرئيس الغابوني عمر بونغو الرئيس التشادي السابق كوكوني عويدي في ليبرفيل، داعيا الأخير إلى القيام بدور الوسيط في الأزمة التشادية.[27]
- 14 أبريل - عقب اشتباك الجيش التشادي السوداني في السودان، التقى وزير الخارجية التشادي أحمد ألامي بالرئيس السوداني عمر البشير في محاولة لنزع فتيل التوتر، لكنه أصر أيضًا على أن الحكومة السودانية تدعم المتمردين التشاديين والجنجويد.[28]
- 17 أبريل - في اجتماع عقد في ليبرفيل في الغابون، التقى الرئيس التشادي السابق كوكوني عويدي إدريس ديبي وعرض عدم قدرته على مقابلة المتمردين والعمل كوسيط.[29]

### مايو
- 2 مايو - بدأ موظفو الخدمة المدنية في تشاد البالغ عددهم 32 ألف إضرابًا استمر شهورًا طالت المدارس والمستشفيات، وطالبوا الحكومة بزيادة أجورهم من خلال استخدام عائدات النفط.[30]
- 3 مايو / أيار - وقع الرئيسان التشادي والسوداني اتفاقا في السعودية يقضي بعدم دعم متمردي بعضهما البعض وتشكيل قوة حدودية مشتركة بالتعاون مع خطة الأمم المتحدة لنشر 11 ألف رجل في شرق تشاد لتحقيق الاستقرار في المنطقة.[31]
- 9 مايو - توقع الحكومة التشادية اتفاقية مع منظمة الأمم المتحدة للطفولة (يونيسيف) لتسريح الجنود الأطفال من قواتها المسلحة.[32]
- 19 مايو - الإفراج عن الصحفي والناشط في مجال حقوق الإنسان مارسيل نغارغوتو، الذي كان محتجزًا فيه منذ 31 يناير، بعد أن أعلن الإضراب عن الطعام. [11]
- 25 مايو - الحكومة التشادية ترفع حالة الطوارئ التي أعلنتها قبل ستة أشهر.[33]
- 25 مايو - اثر اعتداء على عناصره في إريبا برنامج الغذاء العالمي التابع للامم المتحدة يعلق عملياته في منطقة الاعتداء.[34]
- 31 مايو - الحكومة تعرض زيادة في الأجور بنسبة 15٪ لإنهاء إضراب الخدمة المدنية الذي بدأ في 2 مايو، ولكن تم رفض العرض حيث اعتبر قادة النقابات أنه غير كاف. [30]

### يونيو
- 5 يونيو - رئيس الوزراء التشادي دلوا كاسيري كوماكوي يرفض الفكرة الفرنسية المتمثلة في إنشاء ممر إنساني عبر الأراضي التشادية لإيصال المساعدات إلى دارفور.[35]
- 8 يونيو - أفادت منظمة أطباء بلا حدود، التي أجرت دراسة استقصائية بين التشاديين النازحين داخليًا، في بيان صحفي أن أربعة أطفال دون سن الخامسة يموتون من بين 10,000 شخص يوميًا، أي ضعف المعدل الذي يشير إلى حالة طوارئ وفقًا لعتبات منظمة الصحة العالمية..[36]
- 9 يونيو - الرئيس إدريس ديبي يفتح الباب أمام احتمال نشر قوة عسكرية دولية في تشاد، وهو ما كان قد اعترض عليه في السابق.[37]
- 23 يونيو - اجتمع وفد حكومي تشادي برئاسة رئيس الوزراء المؤقت أدوم يونوسمي وجماعات المتمردين الرئيسية في طرابلس لبدء سلسلة محادثات سلام برعاية الزعيم الليبي معمر القذافي.[38]

### يوليو
- 2 يوليو - أعلن متحدث باسم اتحاد القوى من أجل الديمقراطية والتنمية المتمرد أنه إذا فشلت المحادثات الجارية في ليبيا، فسيعلن الحرب الشاملة.[39]
- 20 يوليو - الحكومة التشادية تحل لجنة كانت تدير حصة من دخل النفط بدعوى سوء الإدارة والفساد. وكلفت اللجنة بتخصيص 5٪ من عائدات الدول النفطية السنوية للمجتمعات المحلية في منطقة استخراج النفط.[40]
- 23 يوليو - أصدر وزراء خارجية الاتحاد الأوروبي في اجتماع مشترك تعليمات إلى أركانهم العسكرية لوضع خطط لعملية لنشر قوات الاتحاد الأوروبي في تشاد وجمهورية إفريقيا الوسطى كجزء من قوة حفظ السلام التابعة للأمم المتحدة. من المتوقع أن تلعب فرنسا دورًا مهيمنًا في قوة الاتحاد الأوروبي هذه.[41]
- 30 يوليو / تموز - عقب الوساطة الغابونية، التقى الرئيس ديبي في العاصمة مع مجموعة من قادة المعارضة في المنفى بقيادة كوكوني عويدي، لكن بينهم أيضًا فيديل مونغار وأحمد ياكوبي، وأدوم توغو وأنطوان بانغي.[42]

### أغسطس
- 9 أغسطس - بحيرة ليري، بسبب الأمطار الغزيرة، تسبب فيضان باتجاه المنازل في عشرات القرى المجاورة، مع نزوح السكان عن طريق المياه.[43]
- 10 أغسطس - الأمين العام للأمم المتحدة بان كي مون يقترح خطة لنشر قوات حفظ السلام التابعة للأمم المتحدة في شرق تشاد بهدف أساسي هو حماية المدنيين.[44]
- 13 أغسطس / آب - الحكومة التشادية والمعارضة توقعان اتفاقا بتأجيل الانتخابات التشريعية لعام 2009 وتقاسم السلطة حتى ذلك التاريخ.[45]
- 22 أغسطس - اشتباكات قبلية جديدة بين الزغاوة والتاما بدار تاما أسفرت عن مقتل 11 تاما وزغاوة.[46]
- 23 أغسطس / آب - احتج وزير الخارجية التشادي أحمد علامي لدى حكومة جمهورية إفريقيا الوسطى على مقتل أربعة مدنيين تشاديين على يد أحد جنود جمهورية إفريقيا الوسطى.[47]
- 26 أغسطس - كإجراء لاحتواء أضرار الفيضانات الجسيمة التي سببتها الأمطار الغزيرة، وعدت الحكومة بتقديم 623 ألف دولار أمريكي للتشاديين النازحين في منطقة مايو كيبي الغربي.[48]
- 27 أغسطس - في انتظار التحكيم من قبل اتحاد النقابات الدولي، علّق قادة الاتحاد التشادي إضرابًا لموظفي الخدمة المدنية في البلاد أدى إلى تعطيل المدارس والمستشفيات العامة منذ بدايته في مايو.[49]

### سبتمبر
- 6 سبتمبر - أطلق برنامج الغذاء العالمي نداء لجمع 81 مليون دولار أمريكي لإطعام لاجئي دارفور والمشردين داخليا في شرق تشاد.[50]
- 12 سبتمبر - اعتقل مسلحون، يُزعم أنهم يعملون لصالح قوات الأمن، مراسل الجزيرة فادول بيني. [9]
- 14 سبتمبر - زعيم تجمع قوى التغيير بقيادة تيمان إرديمي يحذر من أن قوات الاتحاد الأوروبي (المتوقع أن تكون جزءًا من قوة حفظ السلام المستقبلية) ستتعرض للهجوم إذا لم تظل محايدة.[51]
- 20 سبتمبر - في أول زيارة له للبلاد منذ إعادة العلاقات الدبلوماسية بين البلدين في عام 2006، وصل إدريس ديبي إلى جمهورية الصين الشعبية للقاء كبار المسؤولين الصينيين، بمن فيهم الرئيس هو جينتاو.[52]

### أكتوبر
- 4 أكتوبر - وقعت حكومة ديبي والجماعات المسلحة التشادية الأربع الرئيسية اتفاقا في ليبيا، مقابل وقف إطلاق النار، بعد وعدهم بمشاركة السلطة. ويفتح الاتفاق الطريق أمام نشر قوة سلام دولية في شرق تشاد.[53]
- 8 أكتوبر - توقع الحكومة التشادية وثلاثة أحزاب معارضة في المنفى (تحالف يونوس إبدو أواد للديمقراطيين المقاومين والتجمع الديمقراطي التشادي واتحاد الشعب التشادي من أجل التعمير الوطني) في كوتونو في بنين، على اتفاق يشمل العفو والمشاركة الكاملة للمعارضة في الحياة السياسية.[54] [55]
- 10 أكتوبر - ما يقدر بنحو 1000 من مقاتلي الجبهة المتحدة من أجل التغيير (FUC) السابقين يتمركزون في دار تاما، وسط أصوات مفادها أنهم سينزعون سلاحهم، يفرون من الحكومة، ويتحركون نحو الحدود التشادية السودانية.[56]
- 12 أكتوبر - تم اختطاف المبشر الإنجيلي الأمريكي ستيف جولد بولد على يد متمردي الحركة الديمقراطية والعدالة التعددية في منطقة تيبستي. ويتهم زعيم الحركة، أبو بكر شوا دازي، جولد بولد بأنه «يعمل لصالح النظام في إنجمينا لإحداث الانقسام في وسط الحركة». [9] [57]

### نوفمبر
- 30 نوفمبر - اعتقال أربعة ضباط بالجيش وسلطان وحاكم دار تاما وشخص آخر في غيريدا. الحاكم عضو في الجبهة المتحدة من أجل التغيير، والسلطان متهم بالتعاطف مع المتمردين. [9] [58]

### ديسمبر
- 14 ديسمبر - اعتقال ناجيكيمو بينوجيتا، مدير تحرير الصحيفة الأسبوعية الصغيرة «نوتر تون» Notre Temps، دون أمر قضائي. وأُعلن إغلاقها. [9] [59]
- 17 ديسمبر - اتهام الصحفي نجيكيمو بنوجيتا بـ «التحريض على الكراهية القبلية والدينية» وإطلاق سراحه بكفالة. [11] [59]

## وفيات
- 30 يناير - وفاة الوسيط الوطني ورئيس الوزراء السابق كويبلا دجيماستا.[60]
- 23 فبراير - وفاة باسكال يواديمنادجي، رئيس وزراء تشاد، في باريس عن عمر يناهز 57 عامًا بسبب نزيف في المخ. [61]
- 4 مايو - وفاة الجنرال نويل ميلاريو أودينغار منفذ الانقلاب التشادي عام 1975 في باريس.[62]
- 2 يوليو - اغتيال إبراهيم ديبي، نجل الرئيس التشادي إدريس ديبي، 27 عاما، في باريس.[63]